# Dalfutár
A Dalfutár 2016-os magyar zenei televíziós műsor, amelynek alkotó-műsorvezetője Hajós András. A műsorban Hajós megbíz egy-egy zeneszerzőt, szövegírót, zenei producert és énekest, hogy egymás munkájára építve, de egymás kilétéről nem tudva írjanak egy dalt, amelyet végül közösen fel is vesznek.
A műsor első évada 2016. november 18-án debütált a Super TV2-n, és hat, egyenként 50 perces részből állt. Az epizódok egy-egy négyfős csapat alkotómunkáját mutatták be. A TV2 nem folytatta az első évad után a műsort, az új részeket a jogok felszabadulása után a YouTube-on tették közzé. A második évad nyolc, 27–40 perces része négy csapat munkáját mutatta be 2019 nyarán, a folyamatot felosztva az első külön dolgozó fázis és a közös stúdiómunka között. 2019 novemberében indult a harmadik évad, 2020 augusztusában pedig a negyedik. A sorozat 2021-ben és 2022-ben további két-két évaddal folytatódott.

## Gyártás és bemutatás
A műsor ötletgazdái Hajós András és Jeli András voltak. Az adásba nem került pilotepizód csapata Király Viktor zeneszerző, Szűcs Krisztián szövegíró, Szakos Krisztián producer és Palya Bea énekes voltak. A TV2 ez alapján rendelte be az IKO műsorgyártó produkciójában a műsor első évadját, amely 2016. november 18. és december 23. között került adásba a Super TV2 csatornán péntekenként éjjel 23:00 körül. Bár a műsor televíziós nézettsége alacsony volt, az interneten 80-150 ezerszer tekintették meg az epizódokat, míg a kész dalok videóklipjei 250-350 ezer megtekintést gyűjtöttek össze. A TV2 tervbe vette a műsor átvételét az anyacsatornára és a formátum külföldi értékesítését is, ám miután Hajós és a kormányközelivé váló TV2 útjai elváltak, Hajós kérte a TV2-t, hogy engedje el a Dalfutár jogait.
A TV2 licencének lejárta után a társaság nem újította meg azt, így visszakerült Hajóshoz és Jelihez, akik azzal elkezdtek a többi csatornánál házalni sikertelenül. Végül a második évad az Artisjus és a Samsung támogatásával készült el a Filmimpex produkciójában, a kész epizódok pedig a YouTube-ra kerültek föl 2019. június 17. és augusztus 5. között. Hajós 2019 szeptemberében felhívást tett közzé a YouTube-on amatőr zeneszerzők számára, hogy jelentkezzenek dalokkal, amelyekkel a műsor egy későbbi évadjában profi szövegírók, producerek és énekesek dolgozhatnak tovább. Az ugyanazon év november 18-tól azonos keretek között közzétett harmadik évad csapatai azt a külön feladatot kapták, hogy a COVID–19-világjárvány miatt elmaradt 2020-as Sziget Fesztivál himnuszát írják meg – minthogy az évad fő támogatója a Samsung és a Mazda mellett a Sziget Fesztivál volt. A negyedik évad előkészületei már tartottak 2020 márciusának elején, a világjárvány miatti intézkedések bevezetése előtt. A kijárási korlátozások miatt a forgatást fel kellett függeszteni, míg ezzel egyidőben a szponzorok egy része is befagyasztotta támogatásait. A forgatás május végén folytatódott, az epizódok pedig augusztus elejétől váltak elérhetővé.
A 2021. június 14-én induló ötödik évadtól kezdve minden csapat második része az első rész YouTube-os megjelenésével egyidőben elérhetővé vált a dalfutar.tv oldalon 10,16 eurós bruttó áron. Az egy héttel későbbi YouTube-os megjelenés továbbra is ingyenes maradt. Az évad augusztus 2-án ért véget, míg a hatodik november 15-én indult azonos megjelenési modellel.
Az interneten bemutatott évadok televíziós premierje a Spektrum Home-on volt.

## Epizódok
| Évad | Évad | Részek száma | Részek száma | Eredeti sugárzás     | Eredeti sugárzás     | Eredeti adó |
| Évad | Évad | Részek száma | Részek száma | Évadbemutató         | Évadzáró             | Eredeti adó |
| ---- | ---- | ------------ | ------------ | -------------------- | -------------------- | ----------- |
|      | 1.   | 6            | 6            | 2016. november 18.   | 2016. december 23.   |             |
|      | 2.   | 8            | 8            | 2019. június 17.     | 2019. augusztus 5.   | /           |
|      | 3.   | 8            | 8            | 2019. november 18.   | 2020. január 6.      | /           |
|      | 4.   | 8            | 8            | 2020. augusztus 3.   | 2020. szeptember 21. | /           |
|      | 5.   | 8            | 8            | 2021. június 14.     | 2021. augusztus 2.   | /           |
|      | 6.   | 8            | 8            | 2021. november 15.   | 2022. január 3.      | /           |
|      | 7.   | 8            | 8            | 2022. június 13.     | 2022. augusztus 1.   | /           |
|      | 8.   | 8            | 8            | 2022. november 14.   | 2023. január 2.      | /           |
|      | 9.   | 8            | 8            | 2023. október 2.     | 2023. november 20.   | /           |
|      | 10.  | 8            | 8            | 2024. szeptember 30. | 2024. november 18.   | /           |

1. ↑  A dátumok az eredeti videómegosztós megjelenést jelzik.

### Első évad (2016)
| Sor. | Év. | Cím     | Premier            |
| --- | --- | ------- | ------------------ |
| 1. | 1.  | 1. adás | 2016. november 18. |
| Zeneszerző: Király Viktor Szövegíró: Hegyi Gyuri Producer: Závodi Marcel Ének: Jónás Vera Dal: Őszi strand              |     |         |                    |
| 2. | 2.  | 2. adás | 2016. november 25. |
| Zeneszerző: Lee Olivér Szövegíró: Majka Producer: iamyank Ének: Pál Dénes Dal: Hagyom                                   |     |         |                    |
| 3. | 3.  | 3. adás | 2016. december 2.  |
| Zeneszerző: Tarján Zsófia Szövegíró: Szabó Ágnes Producer: Myra Monoka Ének: Völgyesi Gabriella Dal: Tudnád, ha érezném |     |         |                    |
| 4. | 4.  | 4. adás | 2016. december 9.  |
| Zeneszerző: Csorba Lóránt Szövegíró: Fluor Tomi Producer: Szakos Krisztián Ének: Kökény Attila Dal: Összetörve is jó    |     |         |                    |
| 5. | 5.  | 5. adás | 2016. december 16. |
| Zeneszerző: Palya Bea Szövegíró: Kemény Zsófi Producer: Szabó Zé Ének: Wolf Kati Dal: Asziszem                          |     |         |                    |
| 6. | 6.  | 6. adás | 2016. december 23. |
| Zeneszerző: Hien Szövegíró: Varró Dániel Producer: Pixa Ének: Molnár Tamás Dal: Visszhangok                             |     |         |                    |

### Második évad (2019)
| Sor. | Év. | Cím                     | Premier            |
| --- | --- | ----------------------- | ------------------ |
| 7. | 1.  | Első csapat 1. rész     | 2019. június 17.   |
| 8. | 2.  | Első csapat 2. rész     | 2019. június 24.   |
| Zeneszerző: Lovasi András Szövegíró: Kőhalmi Zoltán Producer: Linczényi Márk Ének: Dallos Bogi Dal: Van az úgy                                |     |                         |                    |
| 9. | 3.  | Második csapat 1. rész  | 2019. július 1.    |
| 10. | 4.  | Második csapat 2. rész  | 2019. július 8.    |
| Zeneszerző: Rakonczai Viktor Szövegíró: Vecsei H. Miklós Producer: Kozma Kata Ének: Szakács Gergő Dal: Virághajlam                            |     |                         |                    |
| 11. | 5.  | Harmadik csapat 1. rész | 2019. július 15.   |
| 12. | 6.  | Harmadik csapat 2. rész | 2019. július 22.   |
| Zeneszerző: Bozóky Lili Szövegíró: Farkas Roland Producer: Moldvai Márk Ének: Fehérvári Gábor Alfréd Dal: Hétfő                               |     |                         |                    |
| 13. | 7.  | Negyedik csapat 1. rész | 2019. július 29.   |
| 14. | 8.  | Negyedik csapat 2. rész | 2019. augusztus 5. |
| Zeneszerző: Zentai Márk Szövegíró: Grecsó Krisztián Producer: Bereczki Zoltán Ének: Lábas Viki Dal: Méri Poppinsz első tánca (Talált tárgyak) |     |                         |                    |

### Harmadik évad (2019–20)
| Sor. | Év. | Cím                     | Premier            |
| --- | --- | ----------------------- | ------------------ |
| 15. | 1.  | Első csapat 1. rész     | 2019. november 18. |
| 16. | 2.  | Első csapat 2. rész     | 2019. november 25. |
| Az Érted lett a nyertes dal, az elmaradt 2020-as Sziget Fesztivál himnusza.                                                                       |     |                         |                    |
| 17. | 3.  | Második csapat 1. rész  | 2019. december 2.  |
| 18. | 4.  | Második csapat 2. rész  | 2019. december 9.  |
| Zeneszerző: Szendrey-Nagy Olivér Szövegíró: Pajor Tamás Producer: Burai Krisztián (feat. Báder Jani) Ének: Kiss Flóra Dal: Műanyag sziget         |     |                         |                    |
| 19. | 5.  | Harmadik csapat 1. rész | 2019. december 16. |
| 20. | 6.  | Harmadik csapat 2. rész | 2019. december 23. |
| Zeneszerző: Jamie Winchester Szövegíró: Kiss Tibor Producer: Dorozsmai Gergő Ének: Takács Nikolas Dal: Valahol ott lakom                          |     |                         |                    |
| 21. | 7.  | Negyedik csapat 1. rész | 2019. december 30. |
| 22. | 8.  | Negyedik csapat 2. rész | 2020. január 6.    |
| Zeneszerző: Henri Gonzo Szövegíró: Szendrői Csaba Producer: Horváth Attila és Csongor Bálint ( Subscribe ) Ének: Király Linda Dal: Harapj a napba |     |                         |                    |

### Negyedik évad (2020)
| Sor. | Év. | Cím                     | Premier              |
| --- | --- | ----------------------- | -------------------- |
| 23. | 1.  | Első csapat 1. rész     | 2020. augusztus 3.   |
| 24. | 2.  | Első csapat 2. rész     | 2020. augusztus 10.  |
| Zeneszerző: Karácsony János Szövegíró: Egyedi Peti Producer: Antares Ének: Hegyi Dóri (Ohnody) Dal: Bólints                |     |                         |                      |
| 25. | 3.  | Második csapat 1. rész  | 2020. augusztus 17.  |
| 26. | 4.  | Második csapat 2. rész  | 2020. augusztus 24.  |
| Zeneszerző: Johnny K. Palmer Szövegíró: Csepella Olivér Producer: Csöndör László Ének: Császár Előd Dal: Végtelen vasárnap |     |                         |                      |
| 27. | 5.  | Harmadik csapat 1. rész | 2020. augusztus 31.  |
| 28. | 6.  | Harmadik csapat 2. rész | 2020. szeptember 7.  |
| Zeneszerző: Hütter Dóra Szövegíró: Csider István Zoltán Producer: Bognár Szabolcs Ének: Radics Gigi Dal: Színtévesztő      |     |                         |                      |
| 29. | 7.  | Negyedik csapat 1. rész | 2020. szeptember 14. |
| 30. | 8.  | Negyedik csapat 2. rész | 2020. szeptember 21. |
| Zeneszerző: Rácz Gergő Szövegíró: Tariska Szabolcs Producer: Fekete-Kovács Kornél Ének: Vitáris Iván Dal: Idő van eladó    |     |                         |                      |

### Ötödik évad (2021)
| Sor. | Év. | Cím                     | Premier            |
| --- | --- | ----------------------- | ------------------ |
| 31. | 1.  | Első csapat 1. rész     | 2021. június 14.   |
| 32. | 2.  | Első csapat 2. rész     | 2021. június 21.   |
| Zeneszerző: Gerendás Dániel Szövegíró: Nyáry Luca Producer: Heilig Tamás Ének: Varga Vivien Dal: Nemlét                 |     |                         |                    |
| 33. | 3.  | Második csapat 1. rész  | 2021. június 28.   |
| 34. | 4.  | Második csapat 2. rész  | 2021. július 5.    |
| Zeneszerző: László Attila Szövegíró: Hujber Szabolcs Producer: Amoeba Ének: Dárdai Blanka Dal: Kinyílik az égbolt       |     |                         |                    |
| 35. | 5.  | Harmadik csapat 1. rész | 2021. július 12.   |
| 36. | 6.  | Harmadik csapat 2. rész | 2021. július 19.   |
| Zeneszerző: Heincz Gábor Szövegíró: Reisz Gábor Producer: Soerii & Poolek Ének: Mező Mihály Dal: A szó nem zaj          |     |                         |                    |
| 37. | 7.  | Negyedik csapat 1. rész | 2021. július 26.   |
| 38. | 8.  | Negyedik csapat 2. rész | 2021. augusztus 2. |
| Zeneszerző: Födő Sándor Szövegíró: Szigeti Zsófi Producer: Kaltenecker-Markó Duó Ének: Orsovai Reni Dal: Táncos istenek |     |                         |                    |

### Hatodik évad (2021–22)
| Sor. | Év. | Cím                     | Premier            |
| --- | --- | ----------------------- | ------------------ |
| 39. | 1.  | Első csapat 1. rész     | 2021. november 15. |
| 40. | 2.  | Első csapat 2. rész     | 2021. november 22. |
| Zeneszerző: Czutor Zoltán Szövegíró: Szabó Benedek Producer: Belau Ének: Csobot Adél Dal: Miért ne?                            |     |                         |                    |
| 41. | 3.  | Második csapat 1. rész  | 2021. november 29. |
| 42. | 4.  | Második csapat 2. rész  | 2021. december 6.  |
| Zeneszerző: Szűcs Krisztián Szövegíró: Beton.Hofi Producer: Middlemist Red Ének: Opitz Barbi Dal: Kör                          |     |                         |                    |
| 43. | 5.  | Harmadik csapat 1. rész | 2021. december 13. |
| 44. | 6.  | Harmadik csapat 2. rész | 2021. december 20. |
| Zeneszerző: Hien Szövegíró: Tariska Szabolcs Producer: Závodi Marcel Ének: Zentai Márk és Kiss Flóra Dal: Az ünnep tőlünk szép |     |                         |                    |
| 45. | 7.  | Negyedik csapat 1. rész | 2021. december 27. |
| 46. | 8.  | Negyedik csapat 2. rész | 2022. január 3.    |
| Zeneszerző: Petruska András Szövegíró: Bernáth Kornél Producer: Tempfli Erik Ének: Hegedűs Bori Dal: Széthullik minden         |     |                         |                    |

### Hetedik évad (2022)
| Sor. | Év. | Cím                     | Premier            |
| --- | --- | ----------------------- | ------------------ |
| 47. | 1.  | Első csapat 1. rész     | 2022. június 13.   |
| 48. | 2.  | Első csapat 2. rész     | 2022. június 20.   |
| Zeneszerző: Áron András Szövegíró: Barkóczy Noémi Producer: Carson Coma Ének: Keresztes Ildikó Dal: Te maradtál           |     |                         |                    |
| 49. | 3.  | Második csapat 1. rész  | 2022. június 27.   |
| 50. | 4.  | Második csapat 2. rész  | 2022. július 4.    |
| Zeneszerző: Závodi Gábor Szövegíró: Dzsúdló Producer: Mike Gothard Goup feat. Szebényi Dani Ének: Nika Dal: Sírás is tánc |     |                         |                    |
| 51. | 5.  | Harmadik csapat 1. rész | 2022. július 11.   |
| 52. | 6.  | Harmadik csapat 2. rész | 2022. július 18.   |
| Zeneszerző: Novai Gábor Szövegíró: Mirtse Korinna Producer: Chaos Chips Ének: Tanka Balázs Dal: Sáros mennyország         |     |                         |                    |
| 53. | 7.  | Negyedik csapat 1. rész | 2022. július 25.   |
| 54. | 8.  | Negyedik csapat 2. rész | 2022. augusztus 1. |
| Zeneszerző: Létray Ákos Szövegíró: Pásztor Anna Producer: Csicsák Norbert Ének: Charlie Dal: Jelek az égen                |     |                         |                    |

### Nyolcadik évad (2022–23)
| Sor. | Év. | Cím                     | Premier            |
| --- | --- | ----------------------- | ------------------ |
| 55. | 1.  | Első csapat 1. rész     | 2022. november 14. |
| 56. | 2.  | Első csapat 2. rész     | 2022. november 21. |
| Zeneszerző: Kontor Tamás Szövegíró: Lil Frakk Producer: Subtones Ének: Péterfy Bori Dal: VHS                      |     |                         |                    |
| 57. | 3.  | Második csapat 1. rész  | 2022. november 28. |
| 58. | 4.  | Második csapat 2. rész  | 2022. december 5.  |
| Zeneszerző: Korbucz Sonya Szövegíró: Balla Gergő Producer: Hundred Sins Ének: Horváth Tamás Dal: Szemfehér tenger |     |                         |                    |
| 59. | 5.  | Harmadik csapat 1. rész | 2022. december 12. |
| 60. | 6.  | Harmadik csapat 2. rész | 2022. december 19. |
| Zeneszerző: Dés László Szövegíró: Turai Barna Producer: Ineffable Ének: Urbányi Zóra Dal: Odd One Out             |     |                         |                    |
| 61. | 7.  | Negyedik csapat 1. rész | 2022. december 26. |
| 62. | 8.  | Negyedik csapat 2. rész | 2023. január 2.    |
| Zeneszerző: Bécsy Bence Szövegíró: Major Eszter Producer: Kiscsillag Ének: Nótár Mary Dal: Léghajó                |     |                         |                    |

### Kilencedik évad (2023)
| Sor. | Év. | Cím                     | Premier            |
| --- | --- | ----------------------- | ------------------ |
| 63. | 1.  | Első csapat 1. rész     | 2023. október 2.   |
| 64. | 2.  | Első csapat 2. rész     | 2023. október 9.   |
| Szövegíró, ének: G.w.M , Goulasch, SiSi Producer: Czirják Tamás, Heilig Tamás, Szebényi Dániel Dal: Multiverzék     |     |                         |                    |
| 65. | 3.  | Második csapat 1. rész  | 2023. október 16.  |
| 66. | 4.  | Második csapat 2. rész  | 2023. október 23.  |
| Zeneszerző: Szakadáti Mátyás Szövegíró: Szepesi Mátyás Producer: Stinky Bugs Ének: Pádár Alexandra Dal: Szívzörejed |     |                         |                    |
| 67. | 5.  | Harmadik csapat 1. rész | 2023. október 30.  |
| 68. | 6.  | Harmadik csapat 2. rész | 2023. november 6.  |
| Zeneszerző: Azahriah Szövegíró: Váczi Eszter Producer: Bari Laci Ének: Zséda Dal: Szólj hozzám                      |     |                         |                    |
| 69. | 7.  | Negyedik csapat 1. rész | 2023. november 13. |
| 70. | 8.  | Negyedik csapat 2. rész | 2023. november 20. |
| Zeneszerző: kristoaf Szövegíró: Lombos Márton Producer: Analog Balaton Ének: Miller Dávid Dal: Felémdől             |     |                         |                    |

### Tizedik évad (2024)
| Sor. | Év. | Cím                     | Premier              |
| --- | --- | ----------------------- | -------------------- |
| 71. | 1.  | Első csapat 1. rész     | 2024. szeptember 30. |
| 72. | 2.  | Első csapat 2. rész     | 2024. október 7.     |
| Zeneszerző: Kamau Makumi Szövegíró: Simon Márton Producer: Gerendás Ruben Ének: Schoblocher Barbara Dal: Kicsi a világ         |     |                         |                      |
| 73. | 3.  | Második csapat 1. rész  | 2024. október 14.    |
| 74. | 4.  | Második csapat 2. rész  | 2024. október 21.    |
| Zeneszerző: Hrutka Róbert Szövegíró: Beck Zoltán Producer: Ferenczi György és a Rackajam Ének: Caramel Dal: A hajnal rád talál |     |                         |                      |
| 75. | 5.  | Harmadik csapat 1. rész | 2024. október 28.    |
| 76. | 6.  | Harmadik csapat 2. rész | 2024. november 4.    |
| Zeneszerző: Saya Noé Szövegíró: Temesi Blanka Producer: Дeva Ének: Tolvai Renáta Dal: Maradj!                                  |     |                         |                      |
| 77. | 7.  | Negyedik csapat 1. rész | 2024. november 11.   |
| 78. | 8.  | Negyedik csapat 2. rész | 2024. november 18.   |
| Zeneszerző: Cseri Hanna Szövegíró: Hegedűs Józsi Producer: KFT Ének: Marics Peti Dal: Mind én voltam                           |     |                         |                      |

## Díjak, elismerések
- Artisjus-díj – Az év könnyűzenei produkciója (2017)[12]